# Кліксбюль
Кліксбюль (нім. Klixbüll) — громада в Німеччині, розташована в землі Шлезвіг-Гольштейн. Входить до складу району Північна Фризія. Складова частина об'єднання громад Зюдтондерн.
Площа — 17,44 км2. Населення становить 1050 ос. (станом на 31 грудня 2020).